# 塔前镇 (南平市)
塔前镇是中国福建省南平市延平区下辖的一个镇，处于延平区、沙县区和尤溪县交界处。

## 历史沿革
1961年，成立土堡公社。1984年，更名为土堡乡。1989年，改塔前乡。1993年，成立塔前镇。

## 名称由来
塔前镇政府驻地为塔前村，因驻地村而得名。

## 行政区划
塔前镇共辖14个行政村，分别是：
塔前村、际上村、棚下村、沙舟坑村、陇岭村、大坪村、石城村、赤坑村、西洋村、虎山村、菖上村、坑柄村、石伏村、大坑村。

## 交通
福银高速在塔前设有服务区，另外有南平经塔前至尤溪的县道经过。